# 2022年尼泊尔反对千禧年挑战计划示威
2022年尼泊尔反对千禧年挑战计划示威，是2022年2月20日起发生在尼泊尔的游行示威活动，主要目的是反对尼泊尔政府及议会通过2017年与美国签订的千禧年挑战计划协议（简称MCC）。

## 背景
2017年，美国与尼泊尔签署MCC协议，计划向尼泊尔提供5亿美元以协助进行基础建设工作。然而，以毛派尼共为首的反对党派则称该协议将破坏尼泊尔的主权。为此，尼泊尔议会始终无法通过该项协议。
2021年9月，MCC美国高级代表团访问尼泊尔，责怪尼泊尔议会延误批准协议“危及了这项5亿美元赠款关键而及时的支持”，2022年2月初，美方称若尼泊尔若在2月28日前还未通过决议，将影响美尼关系，5亿美元赠款也将另作他用。2月16日，尼泊尔共产党（毛主义中心）主席普拉昌达宣布，若各方未能达成共识，该党或将退出联合政府，20日，尼泊尔政府向议会提出议案，要求通过该项协议。在经过数周的政党讨价还价后，尼泊尔议会于2022年2月27日批准了MCC的尼泊尔契约。

## 过程
2月20日，当政府向议会提出议案后，尼泊尔首都加德满都爆发了游行示威，随后爆发了激烈的警民冲突，警方使用了橡皮子弹和催泪瓦斯驱散示威者。2月26日晚，尼泊尔共产党（毛主义中心）和尼泊尔共产党（联合社会主义者）放弃反对，才使得提案得以通过。通过议案后，尼泊尔政府发表了一份解释性声明，称尼泊尔宪法效力高于MCC，不会因MCC的签署而成为美国“印太战略”军事和安全盟友；尼泊尔仅在MCC问题上尊重美国政策和法律，美方在尼活动受到尼法律约束和监督；若违反尼泊尔法律，尼泊尔有权提前30天终止协议。随后全国人民阵线宣布退出执政联盟，以示对协议获得批准的抗议。

## 各方反应

### 尼泊尔

#### 尼泊尔政府
尼泊尔政府于2022年2月27日批准了MCC的尼泊尔契约。

#### 国内党派
尼泊尔共产党（毛主义中心）主席普拉昌达在投票后的2月28日称，他“非常高兴议会批准了该契约以及解释性声明”，但由于毛派尼共的成员们煽动反对MCC协议已久，毛派尼共和联合社会主义者的干部在议案通过后来到议会附近激烈抗议。尼泊尔共产党（联合马列）则称，解释性声明“没有任何意义”。

### 美国
美国驻尼泊尔大使馆发表声明，称该项目是“尼泊尔政府与人民所需要的”，旨在以“透明的方式减少贫困和促进尼泊尔经济”。

### 中华人民共和国
2月28日，中华人民共和国外交部发言人汪文斌表示已经注意到尼泊尔的有关决定和解释性声明，并称：“国际发展合作应秉持相互尊重、平等相待原则，充分尊重当事国主权和人民意愿，不能干涉他国内政，不能附加任何政治条件，不能搞‘胁迫外交’，更不能为一己私利损害他国主权和利益。作为尼泊尔的友好近邻和发展伙伴，中方将一如既往地支持尼人民自主选择发展道路”。